# Trio z Belleville
Trio z Belleville (fr. Les Triplettes de Belleville) – pełnometrażowy film animowany z 2003 roku w reżyserii Sylvaina Chometa. Surrealistyczna „bajka dla dorosłych”, która miała swoją premierę w sekcji pokazów pozakonkursowych na 56. MFF w Cannes. 
Prace nad filmem trwały 5 lat, a pracowali nad nim rysownicy z Kanady, Belgii, Francji oraz Łotwy. Obraz jest połączeniem klasycznej animacji dwuwymiarowej z trójwymiarową osadzoną w realiach mrocznego miasta Belleville w stylu art déco.  Akcja rozgrywa się wokół historii chłopca imieniem Champion wychowywanego przez babcię na mistrza kolarskiego.
Film był dwukrotnie nominowany do Oscara: za najlepszy pełnometrażowy film animowany oraz za najlepszą piosenkę.